# Liste des membres du Temple de la renommée du baseball
En 1936, cinq joueurs sont élus au Temple de la renommée du baseball. Après les élections de Marvin Miller et Ted Simmons (en) le 8 décembre 2019, 331 personnalités sont inscrites au palmarès.

## Liste des membres du Temple de la renommée du baseball
En gras, les joueurs élus lors de leur première année d'éligibilité. BBWAA est l'acronyme en anglais de l'Association des chroniqueurs de baseball d'Amérique, le groupe qui vote annuellement pour élire des anciens joueurs. « VC » signifie « Comité des vétérans », un panel d'anciens joueurs, de journalistes et d'historiens qui étudie ou réévalue périodiquement les candidatures de personnalités liées au baseball.
| Année | Pays                   | Nom                        | Poste       | Équipe d'introduction       | Carrière                                   | Méthode d'admission | Pourcentage de vote | Ref    |
| ----- | ---------------------- | -------------------------- | ----------- | --------------------------- | ------------------------------------------ | ------------------- | ------------------- | ------ |
| 1936  | États-Unis             | Ty Cobb                    | V           | Tigers de Détroit           | 1905–1928                                  | BBWAA               | 98.23%              | [ 1 ]  |
| 1936  | États-Unis             | Walter Johnson             | L           | Senators de Washington      | 1907–1927                                  | BBWAA               | 83.63%              | [ 2 ]  |
| 1936  | États-Unis             | Christy Mathewson          | L           | Giants de New York          | 1900–1916                                  | BBWAA               | 90.71%              | [ 3 ]  |
| 1936  | États-Unis             | Babe Ruth                  | V           | Yankees de New York         | 1914–1935                                  | BBWAA               | 95.13%              | [ 4 ]  |
| 1936  | États-Unis             | Honus Wagner               | AC          | Pirates de Pittsburgh       | 1897–1917                                  | BBWAA               | 95.13%              | [ 5 ]  |
| 1937  | États-Unis             | Morgan Bulkeley            | Dirig.      |                             | 1874–1876                                  | VC                  |                     | [ 6 ]  |
| 1937  | États-Unis             | Ban Johnson                | Dirig.      |                             | 1900–1927                                  | VC                  |                     | [ 7 ]  |
| 1937  | États-Unis             | Nap Lajoie                 | 2B          | Indians de Cleveland        | 1896–1916                                  | BBWAA               | 83.58%              | [ 8 ]  |
| 1937  | États-Unis             | Connie Mack                | MGR         | Athletics de Philadelphie   | 1894–1950                                  | VC                  |                     | [ 9 ]  |
| 1937  | États-Unis             | John McGraw                | MGR         | Giants de New York          | 1899, 1901–1932                            | VC                  |                     | [ 10 ] |
| 1937  | États-Unis             | Tris Speaker               | V           | Indians de Cleveland        | 1907–1928                                  | BBWAA               | 82.09%              | [ 11 ] |
| 1937  | États-Unis             | George Wright (en)         | Pionnier    |                             | 1867–1882                                  | VC                  |                     | [ 12 ] |
| 1937  | États-Unis             | Cy Young                   | L           | Spiders de Cleveland        | 1890–1911                                  | BBWAA               | 76.12%              | [ 13 ] |
| 1938  | États-Unis             | Grover Cleveland Alexander | L           | Phillies de Philadelphie    | 1911–1929                                  | BBWAA               | 80.92%              |        |
| 1938  | États-Unis             | Alexander Cartwright       | Pionnier    |                             |                                            | VC                  |                     |        |
| 1938  | Royaume-Uni            | Henry Chadwick             | Pionnier    |                             |                                            | VC                  |                     |        |
| 1939  | États-Unis             | Cap Anson                  | 1B          | White Stockings de Chicago  | 1871–1897                                  | VC                  |                     |        |
| 1939  | États-Unis             | Eddie Collins              | 2B          | Athletics de Philadelphie   | 1906–1930                                  | BBWAA               | 77.74%              |        |
| 1939  | États-Unis             | Charles Comiskey           | Dir./Pio.   |                             | 1900–1931                                  | VC                  |                     |        |
| 1939  | États-Unis             | Candy Cummings             | L           | Dark Blues de Hartford      | 1872-1877                                  | VC                  |                     |        |
| 1939  | États-Unis             | Buck Ewing (en)            | R           | Gothams de New York         | 1880–1897                                  | VC                  |                     |        |
| 1939  | États-Unis             | Lou Gehrig                 | 1B          | Yankees de New York         | 1923–1939                                  | VC                  |                     |        |
| 1939  | États-Unis             | Willie Keeler              | V           | Highlanders de New York     | 1892–1910                                  | BBWAA               | 75.55%              |        |
| 1939  | États-Unis             | Charles Radbourn           | L           | Grays de Providence         | 1881–1891                                  | VC                  |                     |        |
| 1939  | États-Unis             | George Sisler              | 1B          | Browns de Saint-Louis       | 1915–1922, 1928–1930                       | BBWAA               | 85.77%              |        |
| 1939  | États-Unis             | Albert Spalding            | Dir./Pio.   |                             | 1871–1878                                  | VC                  |                     |        |
| 1942  | États-Unis             | Rogers Hornsby             | 2B          | Cardinals de Saint-Louis    | 1915–1937                                  | BBWAA               | 78.11%              |        |
| 1944  | États-Unis             | Kenesaw Mountain Landis    | Dirig.      |                             | 1920–1944                                  | VC                  |                     |        |
| 1945  | États-Unis             | Roger Bresnahan (en)       | R           | Giants de New York          | 1897, 1900–1915                            | VC                  |                     |        |
| 1945  | États-Unis             | Dan Brouthers              | 1B          | Bisons de Buffalo           | 1879–1896, 1904                            | VC                  |                     |        |
| 1945  | États-Unis             | Fred Clarke (en)           | V           | Pirates de Pittsburgh       | 1894–1915                                  | VC                  |                     |        |
| 1945  | États-Unis             | Jimmy Collins              | 3B          | Red Sox de Boston           | 1895–1908                                  | VC                  |                     |        |
| 1945  | États-Unis             | Ed Delahanty               | V           | Phillies de Philadelphie    | 1888–1903                                  | VC                  |                     |        |
| 1945  | États-Unis             | Hugh Duffy (en)            | V           | Beaneaters de Boston        | 1888–1906                                  | VC                  |                     |        |
| 1945  | États-Unis             | Hughie Jennings (en)       | AC          | Orioles de Baltimore (NL)   | 1891–1918                                  | VC                  |                     |        |
| 1945  | États-Unis             | King Kelly                 | V           | White Stockings de Chicago  | 1878–1893                                  | VC                  |                     |        |
| 1945  | États-Unis             | Jim O'Rourke (en)          | V           | Giants de New York          | 1872–1904                                  | VC                  |                     |        |
| 1945  | États-Unis             | Wilbert Robinson (en)      | MGR         | Dodgers de Brooklyn         | 1902, 1914–1931                            | VC                  |                     |        |
| 1946  | États-Unis             | Jesse Burkett (en)         | V           | Spiders de Cleveland        | 1890–1905                                  | VC                  |                     |        |
| 1946  | États-Unis             | Frank Chance (en)          | 1B          | Cubs de Chicago             | 1898–1914                                  | VC                  |                     |        |
| 1946  | États-Unis             | Jack Chesbro (en)          | L           | Yankees de New York         | 1899–1909                                  | VC                  |                     |        |
| 1946  | États-Unis             | Johnny Evers (en)          | 2B          | Cubs de Chicago             | 1902–1917, 1917, 1922                      | VC                  |                     |        |
| 1946  | États-Unis             | Clark Griffith (en)        | Dirig./Pio. |                             | 1891–1914                                  | VC                  |                     |        |
| 1946  | États-Unis             | Tommy McCarthy (en)        | V           | Beaneaters de Boston        | 1884–1896                                  | VC                  |                     |        |
| 1946  | États-Unis             | Joe McGinnity (en)         | L           | Giants de New York          | 1899–1908                                  | VC                  |                     |        |
| 1946  | États-Unis             | Eddie Plank                | L           | Athletics de Philadelphie   | 1901–1917                                  | VC                  |                     |        |
| 1946  | États-Unis             | Joe Tinker (en)            | AC          | Cubs de Chicago             | 1902–1916                                  | VC                  |                     |        |
| 1946  | États-Unis             | Rube Waddell (en)          | L           | Athletics de Philadelphie   | 1897, 1899–1910                            | VC                  |                     |        |
| 1946  | États-Unis             | Ed Walsh                   | L           | White Sox de Chicago        | 1904–1917                                  | VC                  |                     |        |
| 1947  | États-Unis             | Mickey Cochrane            | R           | Tigers de Détroit           | 1925–1937                                  | BBWAA               | 79.50%              |        |
| 1947  | États-Unis             | Frankie Frisch             | 2B          | Cardinals de Saint-Louis    | 1919–1937                                  | BBWAA               | 84.47%              |        |
| 1947  | États-Unis             | Lefty Grove                | L           | Athletics de Philadelphie   | 1925–1941                                  | BBWAA               | 76.40%              |        |
| 1947  | États-Unis             | Carl Hubbell               | L           | Giants de New York          | 1928–1943                                  | BBWAA               | 86.96%              |        |
| 1948  | États-Unis             | Herb Pennock (en)          | L           | Yankees de New York         | 1912–1934                                  | BBWAA               | 77.69%              |        |
| 1948  | États-Unis             | Pie Traynor                | 3B          | Pirates de Pittsburgh       | 1920–1935, 1937                            | BBWAA               | 76.86%              |        |
| 1949  | États-Unis             | Mordecai Brown             | L           | Cubs de Chicago             | 1903–1916                                  | VC                  |                     |        |
| 1949  | États-Unis             | Charlie Gehringer          | 2B          | Tigers de Détroit           | 1924–1942                                  | BBWAA               | 85.03%              |        |
| 1949  | États-Unis             | Kid Nichols                | L           | Beaneaters de Boston        | 1890–1901, 1904–1906                       | VC                  |                     |        |
| 1951  | États-Unis             | Jimmie Foxx                | 1B          | Red Sox de Boston           | 1925–1942, 1944–1945                       | BBWAA               | 79.20%              |        |
| 1951  | États-Unis             | Mel Ott                    | V           | Giants de New York          | 1926–1947                                  | BBWAA               | 87.17%              |        |
| 1952  | États-Unis             | Harry Heilmann             | V           | Tigers de Détroit           | 1914, 1916–1931                            | BBWAA               | 86.75%              |        |
| 1952  | États-Unis             | Paul Waner                 | V           | Pirates de Pittsburgh       | 1926–1940                                  | BBWAA               | 83.33%              |        |
| 1953  | États-Unis             | Ed Barrow (en)             | Dirig.      |                             | 1921–1945                                  | VC                  |                     |        |
| 1953  | États-Unis             | Chief Bender (en)          | L           | Athletics de Philadelphie   | 1903–1917, 1925                            | VC                  |                     |        |
| 1953  | États-Unis             | Tom Connolly (en)          | Arbitre     |                             | 1898–1931                                  | VC                  |                     |        |
| 1953  | États-Unis             | Dizzy Dean                 | L           | Cardinals de Saint-Louis    | 1930, 1932–1941, 1947                      | BBWAA               | 79.17%              |        |
| 1953  | États-Unis             | Bill Klem (en)             | Arbitre     |                             | 1905–1941                                  | VC                  |                     |        |
| 1953  | États-Unis             | Al Simmons                 | V           | Athletics de Philadelphie   | 1924–1941, 1943–1944                       | BBWAA               | 75.38%              |        |
| 1953  | États-Unis             | Bobby Wallace (en)         | AC          | Browns de Saint-Louis       | 1894–1918                                  | VC                  |                     |        |
| 1953  | Royaume-Uni            | Harry Wright               | MGR         | Quakers de Philadelphie     | 1871–1893                                  | VC                  |                     |        |
| 1954  | États-Unis             | Bill Dickey                | R           | Yankees de New York         | 1928–1943, 1946                            | BBWAA               | 80.16%              |        |
| 1954  | États-Unis             | Rabbit Maranville (en)     | AC          | Braves de Boston            | 1912–1933, 1935                            | BBWAA               | 82.94%              |        |
| 1954  | États-Unis             | Bill Terry                 | 1B          | Giants de New York          | 1923–1936                                  | BBWAA               | 77.38%              |        |
| 1955  | États-Unis             | Home Run Baker (en)        | 3B          | Athletics de Philadelphie   | 1908–1914, 1916–1919, 1921–1922            | VC                  |                     |        |
| 1955  | États-Unis             | Joe DiMaggio               | V           | Yankees de New York         | 1936–1942, 1946–1951                       | BBWAA               | 88.84%              |        |
| 1955  | États-Unis             | Gabby Hartnett             | R           | Cubs de Chicago             | 1922–1941                                  | BBWAA               | 77.69%              |        |
| 1955  | États-Unis             | Ted Lyons                  | L           | White Sox de Chicago        | 1923–1942, 1946                            | BBWAA               | 86.45%              |        |
| 1955  | États-Unis             | Ray Schalk (en)            | R           | White Sox de Chicago        | 1912–1929                                  | VC                  |                     |        |
| 1955  | États-Unis             | Dazzy Vance (en)           | L           | Dodgers de Brooklyn         | 1915, 1918,1922–1935                       | BBWAA               | 81.67%              |        |
| 1956  | États-Unis             | Joe Cronin                 | AC          | Red Sox de Boston           | 1926–1945                                  | BBWAA               | 78.76%              |        |
| 1956  | États-Unis             | Hank Greenberg             | 1B          | Tigers de Détroit           | 1930, 1933–1941, 1945–1947                 | BBWAA               | 84.97%              |        |
| 1957  | États-Unis             | Sam Crawford               | V           | Tigers de Détroit           | 1899–1917                                  | VC                  |                     |        |
| 1957  | États-Unis             | Joe McCarthy (en)          | MGR         | Yankees de New York         | 1926–1946, 1948–1950                       | VC                  |                     |        |
| 1959  | États-Unis             | Zach Wheat (en)            | V           | Dodgers de Brooklyn         | 1909–1927                                  | VC                  |                     |        |
| 1961  | États-Unis             | Max Carey (en)             | V           | Pirates de Pittsburgh       | 1910–1929                                  | VC                  |                     |        |
| 1961  | États-Unis             | Billy Hamilton             | V           | Beaneaters de Boston        | 1888–1901                                  | VC                  |                     |        |
| 1962  | États-Unis             | Bob Feller                 | L           | Indians de Cleveland        | 1936–1941, 1945–1956                       | BBWAA               | 93.75%              |        |
| 1962  | États-Unis             | Bill McKechnie (en)        | MGR         | Reds de Cincinnati          | 1915, 1922–1926, 1928–1946                 | VC                  |                     |        |
| 1962  | États-Unis             | Jackie Robinson            | 2B          | Dodgers de Brooklyn         | 1947–1956                                  | BBWAA               | 77.50%              |        |
| 1962  | États-Unis             | Edd Roush (en)             | V           | Reds de Cincinnati          | 1913–1929, 1931                            | VC                  |                     |        |
| 1963  | États-Unis             | John Clarkson              | L           | Beaneaters de Boston        | 1882, 1884–1894                            | VC                  |                     |        |
| 1963  | États-Unis             | Elmer Flick                | V           | Indians de Cleveland        | 1898–1910                                  | VC                  |                     |        |
| 1963  | États-Unis             | Sam Rice                   | V           | Senators de Washington      | 1915–1934                                  | VC                  |                     |        |
| 1963  | États-Unis             | Eppa Rixey                 | L           | Reds de Cincinnati          | 1912–1917, 1919–1933                       | VC                  |                     |        |
| 1964  | États-Unis             | Luke Appling               | AC          | White Sox de Chicago        | 1930–1943, 1945–1950                       | BBWAA               | 84.00%              |        |
| 1964  | États-Unis             | Red Faber (en)             | L           | White Sox de Chicago        | 1914–1933                                  | VC                  |                     |        |
| 1964  | États-Unis             | Burleigh Grimes            | L           | Dodgers de Brooklyn         | 1916–1934                                  | VC                  |                     |        |
| 1964  | États-Unis             | Miller Huggins (en)        | MGR         | Yankees de New York         | 1913–1929                                  | VC                  |                     |        |
| 1964  | États-Unis             | Tim Keefe                  | L           | Giants de New York          | 1880–1893                                  | VC                  |                     |        |
| 1964  | États-Unis             | Heinie Manush (en)         | V           | Senators de Washington      | 1923–1939                                  | VC                  |                     |        |
| 1964  | États-Unis             | John Montgomery Ward (en)  | AC          | Gothams de New York         | 1878–1894                                  | VC                  |                     |        |
| 1965  | États-Unis             | Pud Galvin                 | L           | Bisons de Buffalo           | 1875, 1879–1892                            | VC                  |                     |        |
| 1966  | États-Unis             | Casey Stengel              | MGR         | Yankees de New York         | 1934–1936, 1938–1943, 1946–1960, 1962–1965 | VC                  |                     |        |
| 1966  | États-Unis             | Ted Williams               | V           | Red Sox de Boston           | 1939–1942, 1946–1960                       | BBWAA               | 93.38%              |        |
| 1967  | États-Unis             | Branch Rickey              | Dirig.      |                             | 1925–1955                                  | VC                  |                     |        |
| 1967  | États-Unis             | Red Ruffing (en)           | L           | Yankees de New York         | 1924–1942, 1945–1947                       | BBWAA               | 86.93%              |        |
| 1967  | États-Unis             | Lloyd Waner (en)           | V           | Pirates de Pittsburgh       | 1927–1942, 1944–1945                       | VC                  |                     |        |
| 1968  | États-Unis             | Kiki Cuyler (en)           | V           | Cubs de Chicago             | 1921–1938                                  | VC                  |                     |        |
| 1968  | États-Unis             | Goose Goslin (en)          | V           | Senators de Washington      | 1921–1938                                  | VC                  |                     |        |
| 1968  | États-Unis             | Joe Medwick (en)           | V           | Cardinals de Saint-Louis    | 1932–1948                                  | BBWAA               | 84.81%              |        |
| 1969  | États-Unis             | Roy Campanella             | R           | Dodgers de Brooklyn         | 1948–1957                                  | BBWAA               | 79.41%              |        |
| 1969  | États-Unis             | Stan Coveleski             | L           | Indians de Cleveland        | 1912, 1916–1928                            | VC                  |                     |        |
| 1969  | États-Unis             | Waite Hoyt (en)            | L           | Yankees de New York         | 1918–1938                                  | VC                  |                     |        |
| 1969  | États-Unis             | Stan Musial                | V           | Cardinals de Saint-Louis    | 1941–1944, 1946–1963                       | BBWAA               | 93.24%              |        |
| 1970  | États-Unis             | Lou Boudreau               | AC          | Indians de Cleveland        | 1938–1952                                  | BBWAA               | 77.33%              |        |
| 1970  | États-Unis             | Earle Combs (en)           | V           | Yankees de New York         | 1924–1935                                  | VC                  |                     |        |
| 1970  | États-Unis             | Ford Frick                 | Dirig.      |                             | 1934–1951, 1951–1965                       | VC                  |                     |        |
| 1970  | États-Unis             | Jesse Haines (en)          | L           | Cardinals de Saint-Louis    | 1918, 1920–1937                            | VC                  |                     |        |
| 1971  | États-Unis             | Dave Bancroft (en)         | AC          | Phillies de Philadelphie    | 1915–1930                                  | VC                  |                     |        |
| 1971  | États-Unis             | Jake Beckley (en)          | 1B          | Pirates de Pittsburgh       | 1888–1907                                  | VC                  |                     |        |
| 1971  | États-Unis             | Chick Hafey (en)           | V           | Cardinals de Saint-Louis    | 1924–1935, 1937                            | VC                  |                     |        |
| 1971  | États-Unis             | Harry Hooper               | V           | Red Sox de Boston           | 1909–1925                                  | VC                  |                     |        |
| 1971  | États-Unis             | Joe Kelley (en)            | V           | Orioles de Baltimore (NL)   | 1891–1906, 1908                            | VC                  |                     |        |
| 1971  | États-Unis             | Rube Marquard              | L           | Giants de New York          | 1908–1925                                  | VC                  |                     |        |
| 1971  | États-Unis             | Satchel Paige              | L           | Monarchs de Kansas City     | 1927–1953, 1955, 1965                      | NLC                 |                     |        |
| 1971  | États-Unis             | George Weiss (en)          | Dirig.      |                             | 1947–1966                                  | VC                  |                     |        |
| 1972  | États-Unis             | Yogi Berra                 | R           | Yankees de New York         | 1946–1963, 1965                            | BBWAA               | 85.61%              |        |
| 1972  | États-Unis             | Josh Gibson                | R           | Homestead Grays             | 1930–1946                                  | NLC                 |                     |        |
| 1972  | États-Unis             | Lefty Gomez                | L           | Yankees de New York         | 1930–1943                                  | VC                  |                     |        |
| 1972  | États-Unis             | Will Harridge              | Dirig.      |                             | 1909–1925                                  | VC                  |                     |        |
| 1972  | États-Unis             | Sandy Koufax               | L           | Dodgers de Los Angeles      | 1955–1966                                  | BBWAA               | 86.87%              |        |
| 1972  | États-Unis             | Buck Leonard (en)          | 1B          | Homestead Grays             | 1933–1950                                  | NLC                 | 77.78%              |        |
| 1972  | États-Unis             | Early Wynn                 | L           | Indians de Cleveland        | 1939–1945, 1946–1962                       | BBWAA               | 76.01%              |        |
| 1972  | États-Unis             | Ross Youngs (en)           | V           | Giants de New York          | 1917–1926                                  | VC                  |                     |        |
| 1973  | États-Unis             | Roberto Clemente           | V           | Pirates de Pittsburgh       | 1955–1972                                  | BBWAA               | 92.69%              |        |
| 1973  | États-Unis             | Billy Evans (en)           | Arbitre     |                             | 1906–1927                                  | VC                  |                     |        |
| 1973  | États-Unis             | Monte Irvin (en)           | V           | Eagles de Newark            | 1937–1942, 1945–1956                       | NLC                 |                     |        |
| 1973  | États-Unis             | George Kelly (en)          | 1B          | Giants de New York          | 1915–1917, 1919–1930, 1932                 | VC                  |                     |        |
| 1973  | États-Unis             | Warren Spahn               | L           | Braves de Milwaukee         | 1942, 1946–1965                            | BBWAA               | 82.89%              |        |
| 1973  | États-Unis             | Mickey Welch               | L           | Giants de New York          | 1880–1892                                  | VC                  |                     |        |
| 1974  | États-Unis             | Cool Papa Bell             | V           | Stars de Saint-Louis        | 1922–1938, 1942, 1947–1950                 | NLC                 |                     |        |
| 1974  | États-Unis             | Jim Bottomley              | 1B          | Cardinals de Saint-Louis    | 1922–1937                                  | VC                  |                     |        |
| 1974  | États-Unis             | Jocko Conlan (en)          | Arbitre     |                             | 1941–1965                                  | BBWAA               | 82.89%              |        |
| 1974  | États-Unis             | Whitey Ford                | L           | Yankees de New York         | 1950, 1953–1967                            | BBWAA               | 77.81%              |        |
| 1974  | États-Unis             | Mickey Mantle              | V           | Yankees de New York         | 1951–1968                                  | BBWAA               | 88.22%              |        |
| 1974  | États-Unis             | Sam Thompson               | V           | Phillies de Philadelphie    | 1885–1898, 1908                            | VC                  |                     |        |
| 1975  | États-Unis             | Earl Averill               | V           | Indians de Cleveland        | 1930–1941                                  | VC                  |                     |        |
| 1975  | États-Unis             | Bucky Harris (en)          | MGR         | Senators de Washington      | 1924–1943, 1947–1948, 1950–1956            | VC                  |                     |        |
| 1975  | États-Unis             | Billy Herman (en)          | 2B          | Cubs de Chicago             | 1931–1943, 1946–1947                       | VC                  |                     |        |
| 1975  | États-Unis             | Judy Johnson (en)          | 3B          | Hilldale Daisies            | 1918–1937                                  | NLC                 |                     |        |
| 1975  | États-Unis             | Ralph Kiner                | V           | Pirates de Pittsburgh       | 1946–1955                                  | BBWAA               | 75.41%              |        |
| 1976  | États-Unis             | Oscar Charleston           | V           | Crawfords de Pittsburgh     | 1915–1950, 1954                            | NLC                 |                     |        |
| 1976  | États-Unis             | Roger Connor (en)          | 1B          | Gothams de New York         | 1880–1897                                  | VC                  |                     |        |
| 1976  | États-Unis             | Cal Hubbard                | Arbitre     |                             | 1936–1951                                  | VC                  |                     |        |
| 1976  | États-Unis             | Bob Lemon                  | L           | Indians de Cleveland        | 1946–1958                                  | BBWAA               | 78.61%              |        |
| 1976  | États-Unis             | Freddie Lindstrom          | 3B          | Giants de New York          | 1924–1935                                  | VC                  |                     |        |
| 1976  | États-Unis             | Robin Roberts              | L           | Phillies de Philadelphie    | 1948–1966                                  | BBWAA               | 86.86%              |        |
| 1977  | États-Unis             | Ernie Banks                | AC          | Cubs de Chicago             | 1953–1971                                  | BBWAA               | 83.81%              |        |
| 1977  | Cuba                   | Martín Dihigo              | L           | Cuban Stars (Est)           | 1923–1931, 1935–1936, 1945                 | NLC                 | 87.50%              |        |
| 1977  | États-Unis             | John Henry Lloyd (en)      | AC          | Lincoln Giants de New York  | 1906–1932                                  | NLC                 | 87.50%              |        |
| 1977  | États-Unis             | Al Lopez                   | MGR         | White Sox de Chicago        | 1951–1965, 1968–1969                       | VC                  |                     |        |
| 1977  | États-Unis             | Amos Rusie (en)            | L           | Giants de New York          | 1889–1895, 1897–1898, 1901                 | VC                  |                     |        |
| 1977  | États-Unis             | Joe Sewell                 | AC          | Indians de Cleveland        | 1920–1933                                  | VC                  |                     |        |
| 1978  | États-Unis             | Addie Joss                 | L           | Indians de Cleveland        | 1902–1910                                  | VC                  |                     |        |
| 1978  | États-Unis             | Larry MacPhail             | Dirig.      |                             | 1933–1942, 1945–1947                       | VC                  |                     |        |
| 1978  | États-Unis             | Eddie Mathews              | 3B          | Braves de Milwaukee         | 1952–1968                                  | BBWAA               | 79.42%              |        |
| 1979  | États-Unis             | Warren Giles               | Dir./Pio.   |                             | 1937–1951, 1951–1969                       | VC                  |                     |        |
| 1979  | États-Unis             | Willie Mays                | V           | Giants de San Francisco     | 1948–1973                                  | BBWAA               | 94.68%              |        |
| 1979  | États-Unis             | Hack Wilson (en)           | V           | Cubs de Chicago             | 1923–1934                                  | VC                  |                     |        |
| 1980  | États-Unis             | Al Kaline                  | V           | Tigers de Détroit           | 1953–1974                                  | BBWAA               | 88.31%              |        |
| 1980  | États-Unis             | Chuck Klein                | V           | Phillies de Philadelphie    | 1928–1944                                  | VC                  |                     |        |
| 1980  | États-Unis             | Duke Snider                | V           | Dodgers de Brooklyn         | 1947–1964                                  | BBWAA               | 86.49%              |        |
| 1980  | États-Unis             | Tom Yawkey (en)            | Dirig.      |                             | 1933–1976                                  | VC                  |                     |        |
| 1981  | États-Unis             | Rube Foster (en)           | MGR         | American Giants de Chicago  | 1902–1926                                  | VC                  |                     |        |
| 1981  | États-Unis             | Bob Gibson                 | L           | Cardinals de Saint-Louis    | 1959–1975                                  | BBWAA               | 84.04%              |        |
| 1981  | États-Unis             | Johnny Mize                | 1B          | Cardinals de Saint-Louis    | 1936–1942, 1946–1953                       | VC                  |                     |        |
| 1982  | États-Unis             | Hank Aaron                 | V           | Braves de Milwaukee         | 1952, 1954–1976                            | BBWAA               | 97.83%              |        |
| 1982  | États-Unis             | Happy Chandler             | Dirig.      |                             | 1945–1951                                  | VC                  |                     |        |
| 1982  | États-Unis             | Travis Jackson (en)        | AC          | Giants de New York          | 1922–1936                                  | VC                  |                     |        |
| 1982  | États-Unis             | Frank Robinson             | V           | Orioles de Baltimore        | 1956–1976                                  | BBWAA               | 89.16%              |        |
| 1983  | États-Unis             | Walter Alston              | MGR         | Dodgers de Los Angeles      | 1954–1976                                  | VC                  |                     |        |
| 1983  | États-Unis             | George Kell (en)           | 3B          | Tigers de Détroit           | 1943–1957                                  | VC                  |                     |        |
| 1983  | République dominicaine | Juan Marichal              | L           | Giants de San Francisco     | 1960–1975                                  | BBWAA               | 83.69%              |        |
| 1983  | États-Unis             | Brooks Robinson            | 3B          | Orioles de Baltimore        | 1955–1977                                  | BBWAA               | 91.98%              |        |
| 1984  | États-Unis             | Luis Aparicio              | AC          | Chicago White Sox           | 1956–1973                                  | BBWAA               | 84.62%              |        |
| 1984  | États-Unis             | Don Drysdale               | L           | Dodgers de Los Angeles      | 1956–1969                                  | BBWAA               | 78.41%              |        |
| 1984  | États-Unis             | Rick Ferrell (en)          | R           | Browns de Saint-Louis       | 1929–1945, 1947                            | VC                  |                     |        |
| 1984  | États-Unis             | Harmon Killebrew           | 1B          | Twins du Minnesota          | 1954–1975                                  | BBWAA               | 83.13%              |        |
| 1984  | États-Unis             | Pee Wee Reese              | AC          | Dodgers de Brooklyn         | 1940–1942, 1946–1958                       | VC                  |                     |        |
| 1985  | États-Unis             | Lou Brock                  | V           | Cardinals de Saint-Louis    | 1961–1979                                  | BBWAA               | 79.75%              |        |
| 1985  | États-Unis             | Enos Slaughter             | V           | Cardinals de Saint-Louis    | 1938–1959                                  | VC                  |                     |        |
| 1985  | États-Unis             | Arky Vaughan               | AC          | Pirates de Pittsburgh       | 1932–1943, 1947–1948                       | VC                  |                     |        |
| 1985  | États-Unis             | Hoyt Wilhelm               | L           | White Sox de Chicago        | 1952–1972                                  | BBWAA               | 83.80%              |        |
| 1986  | États-Unis             | Bobby Doerr                | 2B          | Red Sox de Boston           | 1937–1944, 1946–1951                       | VC                  |                     |        |
| 1986  | États-Unis             | Ernie Lombardi (en)        | R           | Reds de Cincinnati          | 1931–1947                                  | VC                  |                     |        |
| 1986  | États-Unis             | Willie McCovey             | 1B          | Giants de San Francisco     | 1959–1980                                  | BBWAA               | 81.41%              |        |
| 1987  | États-Unis             | Ray Dandridge (en)         | 3B          | Eagles de Newark            | 1933–1939, 1942, 1944, 1949                | VC                  |                     |        |
| 1987  | États-Unis             | Catfish Hunter             | L           |                             | 1965–1979                                  | BBWAA               | 76.27%              |        |
| 1987  | États-Unis             | Billy Williams (en)        | V           | Cubs de Chicago             | 1959–1976                                  | BBWAA               | 85.71%              |        |
| 1988  | États-Unis             | Willie Stargell            | V           | Pirates de Pittsburgh       | 1962–1982                                  | BBWAA               | 82.44%              |        |
| 1989  | États-Unis             | Al Barlick                 | Arbitre     |                             | 1940–1943, 1946–1955, 1958–1971            | VC                  |                     |        |
| 1989  | États-Unis             | Johnny Bench               | C           | Reds de Cincinnati          | 1967–1983                                  | BBWAA               | 96.42%              |        |
| 1989  | États-Unis             | Red Schoendienst           | 2B          | Cardinals de Saint-Louis    | 1945–1963                                  | VC                  |                     |        |
| 1989  | États-Unis             | Carl Yastrzemski           | V           | Red Sox de Boston           | 1961–1983                                  | BBWAA               | 94.63%              |        |
| 1990  | États-Unis             | Joe Morgan                 | 2B          | Reds de Cincinnati          | 1963–1984                                  | BBWAA               | 81.76%              |        |
| 1990  | États-Unis             | Jim Palmer                 | L           | Orioles de Baltimore        | 1965–1984                                  | BBWAA               | 92.57%              |        |
| 1991  | Panama                 | Rod Carew                  | 2B          | Twins du Minnesota          | 1967–1985                                  | BBWAA               | 90.52%              |        |
| 1991  | Canada                 | Ferguson Jenkins           | L           | Cubs de Chicago             | 1965–1983                                  | BBWAA               | 75.40%              |        |
| 1991  | États-Unis             | Tony Lazzeri               | 2B          | Yankees de New York         | 1926–1939                                  | VC                  |                     |        |
| 1991  | États-Unis             | Gaylord Perry              | L           | Giants de San Francisco     | 1962–1983                                  | BBWAA               | 77.20%              |        |
| 1991  | États-Unis             | Bill Veeck                 | Dirig.      |                             | 1946–1949, 1951–1953, 1959–1961, 1975–1980 | VC                  |                     |        |
| 1992  | États-Unis             | Rollie Fingers             | L           | Athletics d'Oakland         | 1968–1982, 1984–1985                       | BBWAA               | 81.16%              |        |
| 1992  | États-Unis             | Bill McGowan (en)          | Arbitre     |                             | 1925–1954                                  | VC                  |                     |        |
| 1992  | États-Unis             | Hal Newhouser              | L           | Tigers de Détroit           | 1939–1955                                  | VC                  |                     |        |
| 1992  | États-Unis             | Tom Seaver                 | L           | Mets de New York            | 1967–1986                                  | BBWAA               | 98.84%              |        |
| 1993  | États-Unis             | Reggie Jackson             | V           | Yankees de New York         | 1967–1987                                  | BBWAA               | 93.62%              |        |
| 1994  | États-Unis             | Steve Carlton              | L           | Phillies de Philadelphie    | 1965–1988                                  | BBWAA               | 95.82%              |        |
| 1994  | États-Unis             | Leo Durocher               | MGR         | Dodgers de Brooklyn         | 1939–1946, 1948–1955, 1966–1973            | VC                  |                     |        |
| 1994  | États-Unis             | Phil Rizzuto               | AC          | Yankees de New York         | 1941–1942, 1946–1956                       | VC                  |                     |        |
| 1995  | États-Unis             | Richie Ashburn             | V           | Phillies de Philadelphie    | 1948–1962                                  | VC                  |                     |        |
| 1995  | États-Unis             | Leon Day (en)              | L           | Eagles de Newark            | 1934–1939, 1941–1943, 1946, 1949–1950      | VC                  |                     |        |
| 1995  | États-Unis             | William Hulbert (en)       | Dirig.      |                             | 1876–1882                                  | VC                  |                     |        |
| 1995  | États-Unis             | Mike Schmidt               | 3B          | Phillies de Philadelphie    | 1972–1989                                  | BBWAA               | 96.52%              |        |
| 1995  | États-Unis             | Vic Willis (en)            | L           | Braves de Boston            | 1898–1910                                  | VC                  |                     |        |
| 1996  | États-Unis             | Jim Bunning                | L           | Tigers de Détroit           | 1955–1971                                  | VC                  |                     |        |
| 1996  | États-Unis             | Bill Foster (en)           | L           | American Giants de Chicago  | 1923–1938                                  | VC                  |                     |        |
| 1996  | États-Unis             | Ned Hanlon (en)            | MGR         | Orioles de Baltimore (NL)   | 1889–1890, 1892–1907                       | VC                  |                     |        |
| 1996  | États-Unis             | Earl Weaver                | MGR         | Orioles de Baltimore        | 1968–1982, 1985–1986                       | VC                  |                     |        |
| 1997  | États-Unis             | Nellie Fox                 | 2B          | White Sox de Chicago        | 1947–1965                                  | VC                  |                     |        |
| 1997  | États-Unis             | Tommy Lasorda              | MGR         | Dodgers de Los Angeles      | 1976–1996                                  | VC                  |                     |        |
| 1997  | États-Unis             | Phil Niekro                | L           | Braves d'Atlanta            | 1964–1987                                  | BBWAA               | 80.34%              |        |
| 1997  | États-Unis             | Willie Wells (en)          | AC          | Stars de Saint-Louis        | 1923, 1924–1936, 1942, 1944–1948           | VC                  |                     |        |
| 1998  | États-Unis             | George Davis (en)          | AC          | Giants de New York          | 1890–1909                                  | VC                  |                     |        |
| 1998  | États-Unis             | Larry Doby                 | V           | Indians de Cleveland        | 1942–1943, 1946–1959                       | VC                  |                     |        |
| 1998  | États-Unis             | Lee MacPhail (en)          | Dirig.      |                             | 1958–1984                                  | VC                  |                     |        |
| 1998  | États-Unis             | Bullet Rogan (en)          | L           | Monarchs de Kansas City     | 1917, 1920–1938                            | VC                  |                     |        |
| 1998  | États-Unis             | Don Sutton                 | L           | Dodgers de Los Angeles      | 1966–1988                                  | BBWAA               | 81.60%              |        |
| 1999  | États-Unis             | George Brett               | 3B          | Kansas City Royals          | 1973–1993                                  | BBWAA               | 98.19%              |        |
| 1999  | Porto Rico             | Orlando Cepeda             | 1B          | Giants de San Francisco     | 1958–1974                                  | VC                  |                     |        |
| 1999  | États-Unis             | Nestor Chylak              | Arbitre     |                             | 1954–1978                                  | VC                  |                     |        |
| 1999  | États-Unis             | Nolan Ryan                 | L           | Rangers du Texas            | 1966, 1968–1993                            | BBWAA               | 98.79%              |        |
| 1999  | États-Unis             | Frank Selee (en)           | MGR         | Beaneaters de Boston        | 1890, 1892–1905                            | VC                  |                     |        |
| 1999  | États-Unis             | Smokey Joe Williams (en)   | L           | Lincoln Giants de New York  | 1910–1932                                  | VC                  |                     |        |
| 1999  | États-Unis             | Robin Yount                | AC          | Brewers de Milwaukee        | 1974–1993                                  | BBWAA               | 77.46%              |        |
| 2000  | États-Unis             | Sparky Anderson            | MGR         | Reds de Cincinnati          | 1970–1995                                  | VC                  |                     |        |
| 2000  | États-Unis             | Carlton Fisk               | R           | Red Sox de Boston           | 1969, 1971–1993                            | BBWAA               | 79.56%              |        |
| 2000  | États-Unis             | Bid McPhee (en)            | 2B          | Red Stockings de Cincinnati | 1882–1899                                  | VC                  |                     |        |
| 2000  | Cuba                   | Tony Pérez                 | 1B          | Reds de Cincinnati          | 1964–1986                                  | BBWAA               | 77.15%              |        |
| 2000  | États-Unis             | Turkey Stearnes (en)       | V           | Stars de Détroit            | 1920–1942, 1945                            | VC                  |                     |        |
| 2001  | États-Unis             | Bill Mazeroski             | 2B          | Pirates de Pittsburgh       | 1956–1972                                  | VC                  |                     |        |
| 2001  | États-Unis             | Kirby Puckett              | V           | Twins du Minnesota          | 1984–1995                                  | BBWAA               | 82.14%              |        |
| 2001  | États-Unis             | Hilton Smith (en)          | L           | Monarchs de Kansas City     | 1932–1948                                  | VC                  |                     |        |
| 2001  | États-Unis             | Dave Winfield              | V           | Padres de San Diego         | 1973–1988, 1990–1995                       | BBWAA               | 84.47%              |        |
| 2002  | États-Unis             | Ozzie Smith                | AC          | Cardinals de Saint-Louis    | 1978–1996                                  | BBWAA               | 91.74%              |        |
| 2003  | États-Unis             | Gary Carter                | R           | Expos de Montréal           | 1974–1992                                  | BBWAA               | 78.02%              |        |
| 2003  | États-Unis             | Eddie Murray               | 1B          | Orioles de Baltimore        | 1977–1997                                  | BBWAA               | 85.28%              |        |
| 2004  | États-Unis             | Dennis Eckersley           | L           | Athletics d'Oakland         | 1975–1998                                  | BBWAA               | 83.20%              |        |
| 2004  | États-Unis             | Paul Molitor               | DH          | Brewers de Milwaukee        | 1978–1998                                  | BBWAA               | 85.20%              |        |
| 2005  | États-Unis             | Wade Boggs                 | 3B          | Red Sox de Boston           | 1982–1999                                  | BBWAA               | 91.86%              |        |
| 2005  | États-Unis             | Ryne Sandberg              | 2B          | Cubs de Chicago             | 1981–1994, 1996–1997                       | BBWAA               | 76.16%              |        |
| 2006  | États-Unis             | Ray Brown (en)             | L           | Homestead Grays             | 1931–1945                                  | SCNL                |                     |        |
| 2006  | États-Unis             | Willard Brown (en)         | V           | Monarchs de Kansas City     | 1935–1950                                  | SCNL                |                     |        |
| 2006  | États-Unis             | Andy Cooper (en)           | L           |                             | 1920–1941                                  | SCNL                |                     |        |
| 2006  | États-Unis             | Frank Grant (en)           | 2B          |                             | 1886–1903                                  | SCNL                |                     |        |
| 2006  | États-Unis             | Pete Hill (en)             | V           |                             | 1899–1926                                  | SCNL                |                     |        |
| 2006  | États-Unis             | Biz Mackey (en)            | R           |                             | 1920–1947                                  | SCNL                |                     |        |
| 2006  | États-Unis             | Effa Manley                | Dirig.      |                             | 1935–1948                                  | SCNL                |                     |        |
| 2006  | Cuba                   | José Méndez (en)           | L           | Cuban Stars                 | 1908–1926                                  | SCNL                |                     |        |
| 2006  | États-Unis             | Alex Pompez (en)           | Dirig.      |                             | 1916–1950                                  | SCNL                |                     |        |
| 2006  | États-Unis             | Cumberland Posey (en)      | Dirig.      | Homestead Grays             | 1920–1946                                  | SCNL                |                     |        |
| 2006  | États-Unis             | Louis Santop (en)          | R           |                             | 1909–1926                                  | SCNL                |                     |        |
| 2006  | États-Unis             | Bruce Sutter               | L           | St. Louis Cardinals         | 1976–1988                                  | BBWAA               | 76.90%              |        |
| 2006  | États-Unis             | Mule Suttles (en)          | 1B          | Eagles de Newark            | 1921, 1923–1944                            | SCNL                |                     |        |
| 2006  | États-Unis             | Ben Taylor (en)            | 1B          |                             | 1908–1929                                  | SCNL                |                     |        |
| 2006  | Cuba                   | Cristóbal Torriente (en)   | V           |                             | 1913–1928                                  | SCNL                |                     |        |
| 2006  | États-Unis             | Sol White (en)             | Pionnier    |                             |                                            | SCNL                |                     |        |
| 2006  | États-Unis             | J. L. Wilkinson (en)       | Dirig.      | Monarchs de Kansas City     | 1912–1948                                  | SCNL                |                     |        |
| 2006  | États-Unis             | Jud Wilson (en)            | 3B          | Stars de Philadelphie       | 1922–1945                                  | SCNL                |                     |        |
| 2007  | États-Unis             | Tony Gwynn                 | V           | Padres de San Diego         | 1982–2001                                  | BBWAA               | 97.61%              |        |
| 2007  | États-Unis             | Cal Ripken, Jr.            | AC          | Orioles de Baltimore        | 1981–2001                                  | BBWAA               | 98.53%              |        |
| 2008  | États-Unis             | Barney Dreyfuss (en)       | Dir./Pio.   |                             | 1899–1932                                  | VC                  | 83.33%              |        |
| 2008  | États-Unis             | Goose Gossage              | L           | Yankees de New York         | 1972–1989, 1991–1994                       | BBWAA               | 85.82%              |        |
| 2008  | États-Unis             | Bowie Kuhn                 | Dirig.      |                             | 1969–1984                                  | VC                  | 83.33%              |        |
| 2008  | États-Unis             | Walter O'Malley            | Dirig.      |                             | 1950–1979                                  | VC                  | 75.00%              |        |
| 2008  | États-Unis             | Billy Southworth (en)      | MGR         | Cardinals de Saint-Louis    | 1929, 1940–1951                            | VC                  | 81.25%              |        |
| 2008  | États-Unis             | Dick Williams              | MGR         | Athletics d'Oakland         | 1967–1969, 1971–1988                       | VC                  | 81.25%              |        |
| 2009  | États-Unis             | Joe Gordon                 | 2B          | Yankees de New York         | 1938–1950                                  | VC                  | 83.33%              |        |
| 2009  | États-Unis             | Rickey Henderson           | V           | Athletics d'Oakland         | 1979–2003                                  | BBWAA               | 94.81%              |        |
| 2009  | États-Unis             | Jim Rice                   | V           | Red Sox de Boston           | 1974–1989                                  | BBWAA               | 76.44%              |        |
| 2010  | États-Unis             | Doug Harvey                | Arbitre     |                             | 1962–1992                                  | VC                  | 93.75%              |        |
| 2010  | États-Unis             | Whitey Herzog              | MGR         | Cardinals de Saint-Louis    | 1973–1990                                  | VC                  | 87.50%              |        |
| 2010  | États-Unis             | Andre Dawson               | V           | Expos de Montréal           | 1977–1996                                  | BBWAA               | 77.9%               |        |
| 2011  | États-Unis             | Pat Gillick (en)           | Dirig.      |                             | 1978–2008                                  | VC                  | 81.25%              |        |
| 2011  | Porto Rico             | Roberto Alomar             | 2B          | Blue Jays de Toronto        | 1988–2004                                  | BBWAA               | 90.02%              |        |
| 2011  | Pays-Bas               | Bert Blyleven              | L           | Twins du Minnesota          | 1970–1992                                  | BBWAA               | 79.69%              |        |
| 2012  | États-Unis             | Barry Larkin               | AC          | Reds de Cincinnati          | 1986–2004                                  | BBWAA               | 86.39%              |        |
| 2012  | États-Unis             | Ron Santo                  | 3B          | Cubs de Chicago             | 1960–1974                                  | VC                  | 93.75%              |        |
| 2013  | États-Unis             | Hank O'Day (en)            | Arbitre     |                             | 1895–1927                                  | VC                  | 93.75%              |        |
| 2013  | États-Unis             | Jacob Ruppert (en)         | Dirig.      |                             | 1915–1938                                  | VC                  | 93.75%              |        |
| 2013  | États-Unis             | Deacon White (en)          | 3B          | Bisons de Buffalo           | 1871–1890                                  | VC                  | 87.50%              |        |
| 2014  | États-Unis             | Bobby Cox                  | MGR         | Braves d'Atlanta            | 1978–2010                                  | VC                  | 100.0%              |        |
| 2014  | États-Unis             | Tom Glavine                | L           | Braves d'Atlanta            | 1987–2008                                  | BBWAA               | 91.94%              |        |
| 2014  | États-Unis             | Tony La Russa              | MGR         |                             | 1979–2011                                  | VC                  | 100.0%              |        |
| 2014  | États-Unis             | Greg Maddux                | L           |                             | 1986–2008                                  | BBWAA               | 97.20%              |        |
| 2014  | États-Unis             | Frank Thomas               | 1B/DH       | White Sox de Chicago        | 1990–2008                                  | BBWAA               | 83.71%              |        |
| 2014  | États-Unis             | Joe Torre                  | MGR         | Yankees de New York         | 1977–2010                                  | VC                  | 100.0%              |        |
| 2015  | États-Unis             | Craig Biggio               | 2B          | Astros de Houston           | 1988–2007                                  | BBWAA               | 82.70%              |        |
| 2015  | États-Unis             | Randy Johnson              | L           | Diamondbacks de l'Arizona   | 1988–2009                                  | BBWAA               | 97.27%              |        |
| 2015  | République dominicaine | Pedro Martínez             | L           | Red Sox de Boston           | 1992–2009                                  | BBWAA               | 97.27%              |        |
| 2015  | États-Unis             | John Smoltz                | L           | Braves d'Atlanta            | 1988–2009                                  | BBWAA               | 82.88%              |        |
| 2016  | États-Unis             | Ken Griffey Jr.            | V           | Mariners de Seattle         | 1989–2010                                  | BBWAA               | 99.32%              |        |
| 2016  | États-Unis             | Mike Piazza                | R           | Mets de New York            | 1992–2008                                  | BBWAA               | 82.95%              |        |
| 2017  | États-Unis             | John Schuerholz (en)       | Dirig.      | Braves d'Atlanta            | 1966–2018                                  | VC                  | 100 %               |        |
| 2017  | États-Unis             | Bud Selig                  | Dirig.      |                             | 1992–2012                                  | VC                  | 93,75 %             |        |
| 2017  | États-Unis             | Jeff Bagwell               | 1B          | Astros de Houston           | 1991-2005                                  | BBWAA               | 86,2 %              |        |
| 2017  | États-Unis             | Tim Raines                 | V           | Expos de Montréal           | 1979-2002                                  | BBWAA               | 86 %                |        |
| 2017  | Porto Rico             | Iván Rodríguez             | R           | Rangers du Texas            | 1991-2011                                  | BBWAA               | 76 %                |        |
| 2018  | États-Unis             | Chipper Jones              | 3B          | Braves d'Atlanta            | 1993, 1995-2012                            | BBWAA               | 97,2 %              |        |
| 2018  | République dominicaine | Vladimir Guerrero          | V           | Angels d'Anaheim            | 1996-2011                                  | BBWAA               | 92,9 %              |        |
| 2018  | États-Unis             | Jim Thome                  | 1B          | Indians de Cleveland        | 1991-2012                                  | BBWAA               | 89,8 %              |        |
| 2018  | États-Unis             | Trevor Hoffman             | L           | Padres de San Diego         | 1993-2010                                  | BBWAA               | 79,9 %              |        |
| 2018  | États-Unis             | Jack Morris                | L           | Tigers de Détroit           | 1977-1994                                  | VC                  |                     |        |
| 2018  | États-Unis             | Alan Trammell              | AC          | Tigers de Détroit           | 1977-1996                                  | VC                  |                     |        |
| 2019  | Panama                 | Mariano Rivera             | L           | Yankees de New York         | 1995-2013                                  | BBWAA               | 100 %               |        |
| 2019  | États-Unis             | Roy Halladay               | L           |                             | 1998-2013                                  | BBWAA               | 85,4 %              |        |
| 2019  | Porto Rico             | Edgar Martínez             | DH          | Mariners de Seattle         | 1997-2004                                  | BBWAA               | 85,4 %              |        |
| 2019  | États-Unis             | Mike Mussina               | L           |                             | 1991-2008                                  | BBWAA               | 76,7 %              |        |
| 2019  | États-Unis             | Lee Smith                  | L           | Cubs de Chicago             | 1980-1997                                  | VC                  | 100 %               |        |
| 2019  | États-Unis             | Harold Baines              | DH          | White Sox de Chicago        | 1990-2001                                  | VC                  | 75 %                |        |
| 2020  | États-Unis             | Derek Jeter                | AC          | Yankees de New York         | 1995-2014                                  | BBWAA               | 99,8 %              |        |
| 2020  | Canada                 | Larry Walker               | V           | Rockies du Colorado         | 1989-2004                                  | BBWAA               | 76,6 %              |        |
| 2020  | États-Unis             | Ted Simmons (en)           | R           | Cardinals de Saint-Louis    | 1968-1988                                  | VC                  | 81,3 %              |        |
| 2020  | États-Unis             | Marvin Miller              | Dirig.      |                             | 1966-1982                                  | VC                  | 75 %                |        |
| 2022  | République dominicaine | David Ortiz                | DH          | Red Sox de Boston           | 1997-2016                                  | BBWAA               | 77,9 %              |        |
| 2022  | États-Unis             | Bud Fowler (en)            | Dirig.      |                             | 1878-1898                                  | VC                  | 75 %                |        |
| 2022  | États-Unis             | Gil Hodges                 | 1B          | Dodgers de Brooklyn         | 1943, 1947-1963                            | VC                  | 75 %                |        |
| 2022  | États-Unis             | Jim Kaat                   | L           | Twins du Minnesota          | 1959-1983                                  | VC                  | 75 %                |        |
| 2022  | Cuba                   | Minnie Miñoso              | V           | White Sox de Chicago        | 1946-1980                                  | VC                  | 87,5 %              |        |
| 2022  | États-Unis             | Buck O'Neil                | Dirig.      | Monarchs de Kansas City     | 1937-1948                                  | VC                  | 87,5 %              |        |
| 2022  | Cuba                   | Tony Oliva                 | V           | Twins du Minnesota          | 1962-1976                                  | VC                  | 75 %                |        |
| 2023  | États-Unis             | Fred McGriff               | 1B          | Braves d'Atlanta            | 1986-2004                                  | VC                  |                     |        |
| 2023  | États-Unis             | Scott Rolen                | 3B          | Phillies de Philadelphie    | 1996-2012                                  | BBBWA               | 76,3 %              |        |
| 2024  | République dominicaine | Adrián Beltré              | 3B          | Rangers du Texas            | 1998-2016                                  | BBWAA               | 95,1 %              |        |
| 2024  | États-Unis             | Todd Helton                | 1B          | Rockies du Colorado         | 1997-2013                                  | BBWAA               | 79,7 %              |        |
| 2024  | États-Unis             | Joe Mauer                  | R           | Twins du Minnesota          | 2004-2018                                  | BBWAA               | 76,1 %              |        |
| 2024  | États-Unis             | Jim Leyland                | MGR         | Tigers de Détroit           | 1986–1999, 2008–2013                       | VC                  | 93,8 %              |        |
| 2025  | États-Unis             | CC Sabathia                | L           | À déterminer                | 2001–2019                                  | VC                  | 86,8 %              |        |
| 2025  | Japon                  | Ichiro Suzuki              | V           | Mariners de Seattle         | 2001–2019                                  | BBWAA               | 99,7 %              |        |
| 2025  | États-Unis             | Billy Wagner               | L           | À déterminer                | 1995–2010                                  | BBWAA               | 82,5 %              |        |
| 2025  | États-Unis             | Dick Allen (en)            | 1B/3B       | À déterminer                | 1963–1977                                  | VC                  | 81,3 %              |        |
| 2025  | États-Unis             | Dave Parker                | V           | À déterminer                | 1973–1991                                  | VC                  | 87,5 %              |        |